# Tommy Ford
Tommy Ford (* 20. März 1989 in Bend, Oregon) ist ein US-amerikanischer Skirennläufer. Seine stärksten Disziplinen sind der Riesenslalom und der Super-G.

## Biografie
Geboren und aufgewachsen in Bend im Bundesstaat Oregon, erlernte Ford das Skifahren im Alter von zwei Jahren am Mount Bachelor. Sein Vater und seine Mutter waren dort beide als Skilehrer tätig. Später absolvierte er das Dartmouth College in Hanover, New Hampshire. Ford bestritt seine ersten FIS-Rennen im Dezember 2004. Erste große Erfolge erzielte er bei den US-amerikanischen Juniorenmeisterschaften im März 2006, als er den Slalom, den Riesenslalom, den Super-G sowie die Kombination gewann und Zweiter in der Abfahrt wurde. Von 2007 bis 2009 nahm er an drei Juniorenweltmeisterschaften teil. Während 2007 sein bestes Ergebnis der 22. Platz im Slalom war, blieb er 2008 mit Rang vier im Riesenslalom nur knapp hinter den Medaillenrängen. Bei den Juniorenweltmeisterschaften 2009 in Garmisch-Partenkirchen gewann er Silber im Slalom. Sowohl 2008 als auch 2009 zeichnete ihn das Ski Racing Magazine als Junior of the Year aus.
Im Nor-Am Cup war Ford ab Januar 2007 am Start. In der Saison 2007/08 erreichte er seine ersten Top-10-Platzierungen und im letzten Rennen des Winters, dem Riesenslalom am Whiteface Mountain, den ersten Sieg. In der Saison 2008/09 blieb er zwar ohne Podestplätze, kam aber insgesamt neunmal unter die besten zehn und damit im Gesamtklassement auf den zehnten Platz. Der zweite Sieg gelang ihm am 16. März 2010 im Riesenslalom von Waterville Valley. Im Weltcup debütierte Ford am 25. Oktober 2009 im Riesenslalom von Sölden. Die ersten Weltcuppunkte holte er am 20. Dezember desselben Jahres mit Platz 24 im Riesenslalom auf der Gran Risa in Alta Badia. Im März 2010 gewann er seinen ersten US-Meistertitel im Slalom, im Riesenslalom und in der Kombination. Im Nor-Am Cup feierte er in der Saison 2010/11 zwei Siege und erreichte den zweiten Platz in der Riesenslalomwertung. Wie schon im Vorjahr wurde er auch 2011 dreifacher US-amerikanischer Meister, diesmal in Super-G, Riesenslalom und Kombination.
In der Weltcupsaison 2011/2012 fuhr Ford in vier Riesenslaloms unter die schnellsten 20, wobei ein zwölfter Platz in Bansko sein bestes Saisonergebnis war. Im Nor-Am- und im Europacup gewann er in diesem Winter je einen Riesenslalom. Am Ende des Winters gewann er weitere zwei US-Meistertitel im Slalom und in der Kombination. Beim freien Skifahren im französischen La Clusaz brach er sich Mitte Januar 2013 den Oberschenkelknochen im rechten Bein und musste operiert werden. Wegen dieser schweren Verletzung konnte über anderthalb Jahre lang keine Rennen bestreiten. Erst gegen Ende der Saison 2014/15 kehrte er in den Weltcup zurück und klassierte sich zweimal unter den besten 30. Die Saison 2015/16 war von zahlreichen Ausfällen geprägt, sein bestes Weltcupergebnis war ein zwölfter Platz. Zu einem 13. Platz reichte es ihm in der Saison 2016/17.
Allmählich tastete sich Ford an die Weltspitze vor. Zum Ende der Weltcupsaison 2017/18 fuhr er zweimal unter die besten zehn, ebenso errang er nach sechsjähriger Unterbrechung wieder einen US-Meistertitel. Im Weltcup 2018/19 kamen vier weitere Top-10-Platzierungen hinzu; bestes Ergebnis war Platz 5 in Alta Badia. Den endgültigen Durchbruch in der Disziplin Riesenslalom schaffte Ford im Weltcup 2019/20: Nach einem vierten Platz zum Saisonauftakt in Sölden fuhr er am 8. Dezember 2019 in Beaver Creek etwas überraschend zu seinem ersten Weltcupsieg. Dieses Ergebnis bestätigte er zwei Monate später mit Platz drei in Naeba.
Tommy Ford ist Schirmherr der BGL international Freilassing, einer Fußballmannschaft, die sich aus Geflüchteten aus Eritrea, Somalia und Afghanistan zusammensetzt.

## Erfolge

### Olympische Spiele
- Vancouver 2010: 26. Riesenslalom
- Pyeongchang 2018: 20. Riesenslalom
- Peking 2022: 4. Mannschaftswettbewerb, 12. Riesenslalom

### Weltmeisterschaften
- Garmisch-Partenkirchen 2011: 14. Super-G
- Vail/Beaver Creek 2015: 19. Riesenslalom
- Åre 2019: 12. Riesenslalom
- Courchevel/Méribel 2023: 1. Mannschaftswettbewerb

### Weltcup
- 3 Podestplätze, darunter 1 Sieg:

| Datum            | Ort          | Land | Disziplin    |
| ---------------- | ------------ | ---- | ------------ |
| 8. Dezember 2019 | Beaver Creek | USA  | Riesenslalom |

### Weltcupwertungen
| Saison  | Gesamt | Gesamt | Super-G | Super-G | Riesenslalom | Riesenslalom | Parallel | Parallel |
| Saison  | Platz  | Punkte | Platz   | Punkte  | Platz        | Punkte       | Platz    | Punkte   |
| ------- | ------ | ------ | ------- | ------- | ------------ | ------------ | -------- | -------- |
| 2009/10 | 116.   | 17     | –       | –       | 35.          | 17           | –        | –        |
| 2010/11 | 108.   | 37     | 37.     | 24      | 41.          | 13           | –        | –        |
| 2011/12 | 74.    | 86     | 46.     | 13      | 28.          | 73           | –        | –        |
| 2012/13 | 136.   | 5      | –       | –       | 49.          | 5            | –        | –        |
| 2014/15 | 118.   | 18     | –       | –       | 36.          | 18           | –        | –        |
| 2015/16 | 109.   | 31     | 56.     | 3       | 39.          | 28           | –        | –        |
| 2016/17 | 82.    | 74     | –       | –       | 25.          | 74           | –        | –        |
| 2017/18 | 58.    | 105    | –       | –       | 17.          | 105          | –        | –        |
| 2018/19 | 41.    | 221    | –       | –       | 10.          | 221          | –        | –        |
| 2019/20 | 22.    | 325    | –       | –       | 5.           | 267          | 12.      | 58       |
| 2020/21 | 44.    | 200    | –       | –       | 13.          | 200          | –        | –        |
| 2021/22 | 135.   | 9      | –       | –       | 46.          | 9            | –        | –        |
| 2022/23 | 74.    | 77     | –       | –       | 23.          | 77           | –        | –        |
| 2023/24 | 82.    | 79     | –       | –       | 28.          | 79           | –        | –        |

### Nor-Am Cup
- Saison 2007/08: 10. Riesenslalomwertung
- Saison 2008/09: 10. Gesamtwertung, 8. Riesenslalomwertung
- Saison 2009/10: 8. Riesenslalomwertung
- Saison 2010/11: 8. Gesamtwertung, 2. Riesenslalomwertung, 6. Kombinations-Wertung
- Saison 2014/15: 4. Gesamtwertung, 2. Riesenslalomwertung, 5. Kombinationswertung
- Saison 2015/16: 7. Gesamtwertung, 2. Riesenslalomwertung
- 19 Podestplätze, davon 8 Siege:

| Datum             | Ort                | Land   | Disziplin         |
| ----------------- | ------------------ | ------ | ----------------- |
| 16. März 2008     | Whiteface Mountain | USA    | Riesenslalom      |
| 16. März 2010     | Waterville Valley  | USA    | Riesenslalom      |
| 30. November 2010 | Aspen              | USA    | Riesenslalom      |
| 20. März 2011     | Whistler           | Kanada | Super-Kombination |
| 29. November 2011 | Aspen              | USA    | Riesenslalom      |
| 30. November 2015 | Copper Mountain    | USA    | Riesenslalom      |
| 1. Dezember 2015  | Copper Mountain    | USA    | Riesenslalom      |
| 17. März 2016     | Aspen              | USA    | Riesenslalom      |

### Europacup
- 7 Platzierungen unter den besten zehn, davon 2 Siege:

| Datum           | Ort         | Land       | Disziplin    |
| --------------- | ----------- | ---------- | ------------ |
| 28. Januar 2011 | Méribel     | Frankreich | Riesenslalom |
| 23. Januar 2012 | Zell am See | Österreich | Riesenslalom |

### Juniorenweltmeisterschaften
- Altenmarkt 2007: 22. Slalom, 26. Abfahrt, 32. Riesenslalom
- Formigal 2008: 4. Riesenslalom, 10. Kombination, 18. Slalom, 22. Super-G, 37. Abfahrt
- Garmisch-Partenkirchen 2009: 2. Slalom, 8. Super-G, 32. Abfahrt

### Weitere Erfolge
- 9 US-amerikanische Meistertitel (Super-G 2011, Riesenslalom 2010, 2011 und 2018, Slalom 2010 und 2012, Kombination 2010–2012)
- US-amerikanischer Juniorenmeister in Slalom, Riesenslalom, Super-G und Kombination 2006
- 4 Siege bei FIS-Rennen